# 1241
| 1241               |
| ------------------ |
| Dødsfald - Fødsler |
|                    |

| Gregoriansk kalender | 1241 MCCXLI             |
| Ab urbe condita      | 1994                    |
| Armensk kalender     | 690 ԹՎ ՈՂ               |
| Kinesiske kalender   | 3937 – 3938 庚子 – 辛丑 |
| Etiopisk kalender    | 1233 – 1234             |
| Jødisk kalender      | 5001 – 5002             |
| Hindukalendere       |                         |
| - Vikram Samvat      | 1296 – 1297             |
| - Shaka Samvat       | 1163 – 1164             |
| - Kali Yuga          | 4342 – 4343             |
| Iransk kalender      | 619 – 620               |
| Islamisk kalender    | 638 – 639               |

Konge i Danmark: Valdemar 2. Sejr 1202-1241 og Erik 4. Plovpenning 1241-1250

## Begivenheder
- Jyske Lov udstedes af kong Valdemar 2. Sejr. Det er den første officielle lov i landet, gældende for Fyn og Jylland til Ejderen.
- Ved Legnica/Liegnitz i Polen sejrede en mongolsk hær over en schlesisk men standsede deres fremrykning ved Wien, da deres storkhan døde.

## Dødsfald
- 28. marts – Valdemar 2. Sejr
- 23. september – Snorre Sturlason, var en islandsk høvding, forfatter og skjald.
- Ogotai (Ôgedei), mongolsk storkhan (se Begivenheder)